# Puchar Kontynentalny 2022/2023
25. edycja Pucharu Kontynentalnego rozgrywana była od 23 września 2022 do 15 stycznia 2023.
Do rozgrywek przystąpił zespół aktualnego wicemistrza Polski – Unii Oświęcim, który rozpoczął rywalizację od III rundy.
14 października 2022 zdobywca drugiego miejsca w poprzedniej edycji Pucharu Kontynentalnego mistrz Kazachstanu Saryarka Karaganda, ogłosił decyzję, iż wycofuje się z tegorocznych zmagań o to trofeum. Wobec czego ich miejsce zajmie najlepsza drużyna z drugiego miejsca turnieju grup C lub D, którą okazał się wicemistrz Słowenii Acroni Jesenice.

## Uczestnicy
| Runda          | Data                    | Grupa   | Miejsce                                     | Drużyna                                                              |
| -------------- | ----------------------- | ------- | ------------------------------------------- | -------------------------------------------------------------------- |
| Pierwsza runda | 23–25 września 2022     | Grupa A | Zimowy Pałac Sportu · Sofia · Bułgaria      | Tartu Välk 494 Skautafélag Akureyrar KHL Sisak NSA Sofia             |
| Pierwsza runda | 23–25 września 2022     | Grupa B | Zeytinburnu Ice Rink · Stambuł · Turcja     | FC Barcelona Hockey Punks Buz Adam Stambuł Bulldogs Liège            |
| Druga runda    | 14–16 października 2022 | Grupa C | IceParc · Angers · Francja                  | Ducs d’Angers Ferencvárosi TC SC Miercurea Ciuc KHL Sisak            |
| Druga runda    | 14–16 października 2022 | Grupa D | PalaOdegar · Asiago · Włochy                | Asiago Hockey Acroni Jesenice HK Vojvodina Nowy Sad Buz Adam Stambuł |
| Trzecia runda  | 18–20 listopada 2022    | Grupa E | Ice Arena Wales · Cardiff · Wielka Brytania | Cardiff Devils Zemgale Jelgava Ducs d’Angers Acroni Jesenice         |
| Trzecia runda  | 18–20 listopada 2022    | Grupa F | Nitra Aréna · Nitra · Słowacja              | Unia Oświęcim HK Nitra HK Krzemieńczuk Asiago Hockey                 |
| Superfinał     | 13–15 stycznia 2023     | Grupa G | IceParc · Angers · Francja                  | Cardiff Devils HK Nitra Ducs d’Angers Asiago Hockey                  |

## I runda

### Grupa A
Tabela

| Lp. | Zespół                | M | Pkt | Z | WpD | PpD | P | G+ | G- | +/− |
| --- | --------------------- | - | --- | - | --- | --- | - | -- | -- | --- |
| 1   | KHL Sisak             | 3 | 9   | 3 | 0   | 0   | 0 | 22 | 10 | +12 |
| 2   | Tartu Välk 494        | 3 | 6   | 2 | 0   | 0   | 1 | 22 | 10 | +12 |
| 3   | Skautafélag Akureyrar | 3 | 2   | 0 | 1   | 0   | 2 | 8  | 19 | -11 |
| 4   | NSA Sofia             | 3 | 1   | 0 | 0   | 1   | 2 | 14 | 27 | -13 |

Wyniki
| 23 września 2022 | Tartu Välk 494 | 2:7 | KHL Sisak | Zimowy Pałac Sportu, Sofia |

| Szczegóły      | Szczegóły                                           | Szczegóły       | Szczegóły | Szczegóły                                                                                       |
| -------------- | --------------------------------------------------- | --------------- | --- | ----------------------------------------------------------------------------------------------- |
| Godzina: 16:00 | V. Titarenko (EQ) 52:54 A. Wojciechowski (SH) 59:02 | (0:2, 0:2, 2:3) | 09:03 (SH) L. Jarčov 16:40 (EQ) G. Schovanek 30:01 (PP) G. Schovanek 39:13 (EQ) P. Dobrić 42:50 (EQ) T. Ličina 57:33 (EQ) A. Wilk 58:29 (PP) D. Čanić | Widzów: 180 Sędzia główny: Niki de Herdt Sędziowie liniowi: Stanisław Muhaczew Wasilij Wasiliew |
| Godzina: 16:00 | 83 min. kar                                         |                 | 41 min. kar | Widzów: 180 Sędzia główny: Niki de Herdt Sędziowie liniowi: Stanisław Muhaczew Wasilij Wasiliew |

| 23 września 2022 | Skautafélag Akureyrar | 6:5 pk. | NSA Sofia | Zimowy Pałac Sportu, Sofia |

| Szczegóły      | Szczegóły | Szczegóły                 | Szczegóły | Szczegóły                                                                                  |
| -------------- | --- | ------------------------- | --- | ------------------------------------------------------------------------------------------ |
| Godzina: 19:30 | J. Leifsson (PP) 12:18 G. Arason (EQ) 23:15 J. Leifsson (PP) 31:16 A. M. Mikaelsson (PP) 45:47 B. Einisson (EQ) 47:48 J. Leifsson (GWG) 65:00 | (1:1, 2:2, 2:2, 0:0, 1:0) | 03:40 (EQ) E. Blinow 22:53 (PP) M. Atanasow 39:00 (SH2) E. Zalejew 50:11 (PP) A. Gacew 50:24 (EQ) M. Nikołow | Widzów: 250 Sędzia główny: Stefan Pozar Sędziowie liniowi: Martin Bojadżiew Janaki Gatczew |
| Godzina: 19:30 | 4 min. kar |                           | 22 min. kar                                                                                                  | Widzów: 250 Sędzia główny: Stefan Pozar Sędziowie liniowi: Martin Bojadżiew Janaki Gatczew |

| 24 września 2022 | Skautafélag Akureyrar | 2:6 | KHL Sisak | Zimowy Pałac Sportu, Sofia |

| Szczegóły      | Szczegóły                                          | Szczegóły       | Szczegóły | Szczegóły                                                                               |
| -------------- | -------------------------------------------------- | --------------- | --- | --------------------------------------------------------------------------------------- |
| Godzina: 16:00 | A. M. Mikaelsson (EQ) 39:45 B. Einisson (EQ) 58:53 | (0:2, 1:2, 1:2) | 07:13 (EQ/EA) S. Ramsay 15:08 (PP) S. Ramsay 23:02 (EQ) I. Puzič 31:44 (PP) P. Dobrić 42:54 (EQ) S. Ramsay 58:47 (EQ) D. Čanić | Widzów: 65 Sędzia główny: Cemal Kaya Sędziowie liniowi: Martin Bojadżiew Hristo Dunczew |
| Godzina: 16:00 | 41 min. kar                                        |                 | 43 min. kar | Widzów: 65 Sędzia główny: Cemal Kaya Sędziowie liniowi: Martin Bojadżiew Hristo Dunczew |

| 24 września 2022 | NSA Sofia | 3:12 | Tartu Välk 494 | Zimowy Pałac Sportu, Sofia |

| Szczegóły      | Szczegóły                                                          | Szczegóły       | Szczegóły | Szczegóły                                                                                     |
| -------------- | ------------------------------------------------------------------ | --------------- | --- | --------------------------------------------------------------------------------------------- |
| Godzina: 19:30 | M. Nikołow (EQ) 18:16 E. Zalejew (PS) 27:51 M. Atanasow (EQ) 58:28 | (1:2, 1:5, 1:5) | 01:32 (EQ) O. Sakhokia 16:59 (PP2) V. Titarenko 23:07 (PP) N. Zantmans 25:07 (EQ) R. Vjaters 30:35 (EQ) N. Zantmans 31:41 (SH) H. Koll 35:28 (EQ) R. Vjaters 43:37 (PP) A. Wojciechowski 44:55 (EQ) M. Turovski 47:43 (EQ) H. Koll 49:17 (PP) A. Jakovlev 56:50 (EQ) N. Zantmans | Widzów: 260 Sędzia główny: Niki de Herdt Sędziowie liniowi: Janaki Gatczew Stanisław Muhaczew |
| Godzina: 19:30 | 20 min. kar                                                        |                 | 14 min. kar | Widzów: 260 Sędzia główny: Niki de Herdt Sędziowie liniowi: Janaki Gatczew Stanisław Muhaczew |

| 25 września 2022 | KHL Sisak | 9:6 | NSA Sofia | Zimowy Pałac Sportu, Sofia |

| Szczegóły      | Szczegóły | Szczegóły       | Szczegóły | Szczegóły                                                                                    |
| -------------- | --- | --------------- | --- | -------------------------------------------------------------------------------------------- |
| Godzina: 16:00 | S. Ramsay (PP) 03:21 S. Ramsay (EQ) 06:17 L. Jarčov (EQ) 09:32 R. Platuzic (SH) 13:08 S. Ramsay (PP) 26:29 L. Jarčov (SH) 28:25 D. Čanić (PP) 32:48 T. Lulić (EQ) 44:38 P. Dobrić (EQ) 53:17 | (4:1, 3:2, 2:3) | 09:51 (EQ) S. Stojew 25:52 (PP) E. Blinow 29:30 (PP) E. Blinow 43:44 (PP) E. Blinow 43:51 (EQ) S. Stojew 51:02 (EQ) E. Zalejew | Widzów: 150 Sędzia główny: Cemal Kaya Sędziowie liniowi: Martin Bojadżiew Stanisław Muhaczew |
| Godzina: 16:00 | 14 min. kar |                 | 14 min. kar | Widzów: 150 Sędzia główny: Cemal Kaya Sędziowie liniowi: Martin Bojadżiew Stanisław Muhaczew |

| 25 września 2022 | Tartu Välk 494 | 8:0 | Skautafélag Akureyrar | Zimowy Pałac Sportu, Sofia |

| Szczegóły      | Szczegóły | Szczegóły       | Szczegóły   | Szczegóły                                                                                 |
| -------------- | --- | --------------- | ----------- | ----------------------------------------------------------------------------------------- |
| Godzina: 19:30 | M. Turovski (PP) 11:26 O. Kork (EQ) 30:48 O. Sakhokia (SH) 37:57 H. Koll (SH) 41:54 D. Kuznetsov (EQ) 43:31 H. Koll (PP) 50:32 N. Zantmans (EQ) 52:06 A. Jakovlev (PP) 59:59 | (1:0, 2:0, 5:0) |             | Widzów: 60 Sędzia główny: Stefan Pozar Sędziowie liniowi: Hristo Dunczew Wasilij Wasiliew |
| Godzina: 19:30 | 14 min. kar |                 | 16 min. kar | Widzów: 60 Sędzia główny: Stefan Pozar Sędziowie liniowi: Hristo Dunczew Wasilij Wasiliew |

### Grupa B
Tabela

| Lp. | Zespół           | M | Pkt | Z | WpD | PpD | P | G+ | G- | +/− |
| --- | ---------------- | - | --- | - | --- | --- | - | -- | -- | --- |
| 1   | Buz Adam Stambuł | 3 | 9   | 3 | 0   | 0   | 0 | 19 | 5  | +14 |
| 2   | Bulldogs Liège   | 3 | 6   | 2 | 0   | 0   | 1 | 13 | 4  | +9  |
| 3   | Hockey Punks     | 3 | 3   | 1 | 0   | 0   | 2 | 6  | 14 | -8  |
| 4   | FC Barcelona     | 3 | 0   | 0 | 0   | 0   | 3 | 7  | 22 | -15 |

Wyniki
| 23 września 2022 | FC Barcelona | 0:7 | Bulldogs Liège | Zeytinburnu Ice Rink, Stambuł |

| Szczegóły      | Szczegóły   | Szczegóły       | Szczegóły | Szczegóły                                                                             |
| -------------- | ----------- | --------------- | --- | ------------------------------------------------------------------------------------- |
| Godzina: 17:00 |             | (0:3, 0:1, 0:3) | 14:09 (EQ) O. Delbrassine 17:47 (PP) J. Paulus 18:12 (PP) M. Jurík 26:41 (PP) M. Distate 50:20 (EQ) O. Schöningh 51:18 (SH) B. Henry 59:37 (EQ) B. Henry | Widzów: 50 Sędzia główny: Djordje Fazekas Sędziowie liniowi: Yusuf Ceylan Ahmet Ozden |
| Godzina: 17:00 | 42 min. kar |                 | 24 min. kar | Widzów: 50 Sędzia główny: Djordje Fazekas Sędziowie liniowi: Yusuf Ceylan Ahmet Ozden |

| 23 września 2022 | Buz Adam Stambuł | 6:0 | Hockey Punks | Zeytinburnu Ice Rink, Stambuł |

| Szczegóły      | Szczegóły | Szczegóły       | Szczegóły   | Szczegóły                                                                                       |
| -------------- | --- | --------------- | ----------- | ----------------------------------------------------------------------------------------------- |
| Godzina: 20:30 | W. Somsikow (EQ) 02:37 S. Piskunow (PP) 15:59 A. Kajgorodow (PP) 20:55 S. Koczetkow (PP) 23:21 S. Koczetkow (SH) 31:25 S. Piskunow (PP) 57:40 | (2:0, 3:0, 1:0) |             | Widzów: 154 Sędzia główny: Anton Semjonov Sędziowie liniowi: Berkay Aslanbey Ferhat Dogus Aygun |
| Godzina: 20:30 | 10 min. kar |                 | 19 min. kar | Widzów: 154 Sędzia główny: Anton Semjonov Sędziowie liniowi: Berkay Aslanbey Ferhat Dogus Aygun |

| 24 września 2022 | FC Barcelona | 3:6 | Hockey Punks | Zeytinburnu Ice Rink, Stambuł |

| Szczegóły      | Szczegóły                                                           | Szczegóły       | Szczegóły | Szczegóły                                                                                   |
| -------------- | ------------------------------------------------------------------- | --------------- | --- | ------------------------------------------------------------------------------------------- |
| Godzina: 17:00 | J. Edström (EQ) 05:05 A. Ubieto (PP) 43:13 X. Lecourtois (EQ) 58:15 | (1:2, 0:2, 2:2) | 02:41 (EQ) J. Mateiko 13:27 (EQ) R. Aliukonis 28:46 (PP2) D. Motiejunas 38:50 (EQ) R. Aliukonis 57:50 (PP) R. Aliukonis 59:09 (EQ\ENG) T. Kumeliauskas | Widzów: 52 Sędzia główny: Fiip Metzinger Sędziowie liniowi: Ferhat Dogus Aygun Alkan Kilinç |
| Godzina: 17:00 | 12 min. kar                                                         |                 | 14 min. kar | Widzów: 52 Sędzia główny: Fiip Metzinger Sędziowie liniowi: Ferhat Dogus Aygun Alkan Kilinç |

| 24 września 2022 | Bulldogs Liège | 1:4 | Buz Adam Stambuł | Zeytinburnu Ice Rink, Stambuł |

| Szczegóły      | Szczegóły                | Szczegóły       | Szczegóły                                                                                   | Szczegóły                                                                                 |
| -------------- | ------------------------ | --------------- | ------------------------------------------------------------------------------------------- | ----------------------------------------------------------------------------------------- |
| Godzina: 20:30 | B. van Gestel (PP) 53:02 | (0:1, 0:1, 1:2) | 12:43 (EQ) W. Somsikow 31:02 (PP) I. Korenkow 46:43 (EQ) W. Somsikow 58:51 (EQ) W. Somsikow | Widzów: 321 Sędzia główny: Djordje Fazekas Sędziowie liniowi: Berkay Aslanbey Ahmet Ozden |
| Godzina: 20:30 | 26 min. kar              |                 | 20 min. kar                                                                                 | Widzów: 321 Sędzia główny: Djordje Fazekas Sędziowie liniowi: Berkay Aslanbey Ahmet Ozden |

| 25 września 2022 | Buz Adam Stambuł | 9:4 | FC Barcelona | Zeytinburnu Ice Rink, Stambuł |

| Szczegóły      | Szczegóły | Szczegóły       | Szczegóły                                                                              | Szczegóły                                                                              |
| -------------- | --- | --------------- | -------------------------------------------------------------------------------------- | -------------------------------------------------------------------------------------- |
| Godzina: 17:00 | S. Piskunow (EQ) 04:10 A. Łobanow (EQ) 09:35 B. Demirdelen (EQ) 23:38 A. Łobanow (SH) 28:32 S. Koczetkow (EQ) 37:46 A. Kajgorodow (SH) 47:53 W. Somsikow (SH) 48:55 B. Demirdelen (EQ) 50:41 A. Łobanow (EQ) 56:12 | (2:2, 3:0, 4:2) | 16:12 (EQ) O. Rubio 18:23 (EQ) O. Rubio 49:30 (PP) J. Edström 59:06 (EQ) X. Lecourtois | Widzów: 308 Sędzia główny: Fiip Metzinger Sędziowie liniowi: Yusuf Ceylan Alkan Kilinç |
| Godzina: 17:00 | 91 min. kar |                 | 33 min. kar                                                                            | Widzów: 308 Sędzia główny: Fiip Metzinger Sędziowie liniowi: Yusuf Ceylan Alkan Kilinç |

| 25 września 2022 | Hockey Punks | 0:5 | Bulldogs Liège | Zeytinburnu Ice Rink, Stambuł |

| Szczegóły      | Szczegóły  | Szczegóły       | Szczegóły | Szczegóły                                                                                      |
| -------------- | ---------- | --------------- | --- | ---------------------------------------------------------------------------------------------- |
| Godzina: 20:30 |            | (0:1, 0:2, 0:2) | 14:22 (PP) J. Paulus 35:31 (EQ) B. Henry 36:35 (PP2) B. van Gestel 49:30 (EQ) B. Kolodziejczyk 51:45 (PP) B. van Gestel | Widzów: 53 Sędzia główny: Anton Semjonov Sędziowie liniowi: Berkay Aslanbey Ferhat Dogus Aygun |
| Godzina: 20:30 | 8 min. kar |                 | 16 min. kar | Widzów: 53 Sędzia główny: Anton Semjonov Sędziowie liniowi: Berkay Aslanbey Ferhat Dogus Aygun |

## II runda

### Grupa C
Tabela

| Lp. | Zespół            | M | Pkt | Z | WpD | PpD | P | G+ | G- | +/− |
| --- | ----------------- | - | --- | - | --- | --- | - | -- | -- | --- |
| 1   | Ducs d’Angers     | 3 | 9   | 3 | 0   | 0   | 0 | 24 | 6  | +18 |
| 2   | SC Miercurea Ciuc | 3 | 6   | 2 | 0   | 0   | 1 | 11 | 6  | +5  |
| 3   | Ferencvárosi TC   | 3 | 3   | 1 | 0   | 0   | 2 | 17 | 15 | +2  |
| 4   | KHL Sisak         | 3 | 0   | 0 | 0   | 0   | 3 | 2  | 27 | -25 |

Wyniki
| 14 października 2022 | SC Miercurea Ciuc | 5:0 | KHL Sisak | IceParc, Angers |

| Szczegóły      | Szczegóły | Szczegóły       | Szczegóły   | Szczegóły                                                                                               |
| -------------- | --- | --------------- | ----------- | --- |
| Godzina: 16:30 | A.-S. Reisz (EQ) 05:47 Z. A. Reszegh (EQ) 06:12 R. Ferencz-Csibi (EQ) 45:23 B. Peter (EQ) 49:22 A. Peter (PP) 53:33 | (2:0, 0:0, 3:0) |             | Widzów: 231 Sędzia główny: Alex Lazzeri Loic Ruprecht Sędziowie liniowi: Johan Fauvel Clément Goncalves |
| Godzina: 16:30 | 6 min. kar |                 | 12 min. kar | Widzów: 231 Sędzia główny: Alex Lazzeri Loic Ruprecht Sędziowie liniowi: Johan Fauvel Clément Goncalves |

| 14 października 2022 | Ducs d’Angers | 8:5 | Ferencvárosi TC | IceParc, Angers |

| Szczegóły      | Szczegóły | Szczegóły       | Szczegóły                                                                                            | Szczegóły |
| -------------- | --- | --------------- | --- | --- |
| Godzina: 20:00 | T. Giroux (EQ) 00:48 N. Ritz (EQ) 05:54 P. Halley (PP) 23:29 R. Gaborit (PP) 28:55 T. Giroux (EQ) 31:27 T. Giroux (EQ) 37:18 P. Halley (EQ) 50:34 R. Gaborit (PP) 51:59 | (2:0, 4:2, 2:3) | 20:36 (EQ) B. Low 22:22 (EQ) R. Kulmala 42:30 (EQ) B. Kreisz 49:08 (EQ) A. Kestilä 52:50 (EQ) B. Low | Widzów: 2271 Sędzia główny: Killian Hinterdobler Marek Zak Sędziowie liniowi: Cyril Debuche Jason Thorrignac |
| Godzina: 20:00 | 6 min. kar |                 | 6 min. kar                                                                                           | Widzów: 2271 Sędzia główny: Killian Hinterdobler Marek Zak Sędziowie liniowi: Cyril Debuche Jason Thorrignac |

| 15 października 2022 | SC Miercurea Ciuc | 5:2 | Ferencvárosi TC | IceParc, Angers |

| Szczegóły      | Szczegóły                                                                                                 | Szczegóły       | Szczegóły                                      | Szczegóły                                                                                                |
| -------------- | --- | --------------- | ---------------------------------------------- | --- |
| Godzina: 16:30 | J. Skachow (EQ) 09:03 J. Skachow (PP) 30:52 K. Kubát (PP) 48:10 S. Rokaly (EN) 58:08 P. Balázs (EN) 59:34 | (1:1, 1:0, 3:1) | 15:33 (PP) O. Betteridge 49:37 (PP) R. Kulmala | Widzów: 310 Sędzia główny: Nicolas Cregut Alex Lazzeri Sędziowie liniowi: Clément Goncalves Vincent Zede |
| Godzina: 16:30 | 8 min. kar                                                                                                |                 | 22 min. kar                                    | Widzów: 310 Sędzia główny: Nicolas Cregut Alex Lazzeri Sędziowie liniowi: Clément Goncalves Vincent Zede |

| 15 października 2022 | KHL Sisak | 0:12 | Ducs d’Angers | IceParc, Angers |

| Szczegóły      | Szczegóły  | Szczegóły       | Szczegóły | Szczegóły                                                                                         |
| -------------- | ---------- | --------------- | --- | ------------------------------------------------------------------------------------------------- |
| Godzina: 20:00 |            | (0:0, 0:5, 0:7) | 20:55 (EQ) T. Giroux 23:13 (EQ) J. West 24:33 (EQ) P. Halley 31:27 (EQ) B. Couturier 33:59 (EQ) Z. Torquato 44:55 (EQ) J. West 50:51 (EQ) N. Ross 51:38 (EQ) T. Sarlieve-Fonfraid 52:14 (EQ) R. Gaborit 53:59 (EQ) P. Halley 55:11 (EQ) A. Manavian 56:35 (EQ) C. Brown | Widzów: 2730 Sędzia główny: Loic Ruprecht Marek Zak Sędziowie liniowi: Cyril Debuche Johan Fauvel |
| Godzina: 20:00 | 4 min. kar |                 | 0 min. kar | Widzów: 2730 Sędzia główny: Loic Ruprecht Marek Zak Sędziowie liniowi: Cyril Debuche Johan Fauvel |

| 16 października 2022 | Ferencvárosi TC | 10:2 | KHL Sisak | IceParc, Angers |

| Szczegóły      | Szczegóły | Szczegóły       | Szczegóły                                    | Szczegóły                                                                                           |
| -------------- | --- | --------------- | -------------------------------------------- | --------------------------------------------------------------------------------------------------- |
| Godzina: 14:00 | B. Low (EQ) 00:23 L. S. Farkas (EQ) 02:41 G. Nagy (EQ) 21:01 A. Kestilä (SH) 33:30 G. Tóth (EQ) 34:22 G. Nagy (SH) 37:03 W. Sorokin (EQ) 39:32 O. Betteridge (PP) 49:07 L. S. Farkas (EQ) 52:47 W. Sorokin (EQ) 54:05 | (2:2, 5:0, 3:0) | 03:02 (EQ) S. Ramsay 15:01 (PP) G. Schovanek | Widzów: 267 Sędzia główny: Alex Lazzeri Marek Zak Sędziowie liniowi: Cyril Debuche Jason Thorrignac |
| Godzina: 14:00 | 15 min. kar |                 | 6 min. kar                                   | Widzów: 267 Sędzia główny: Alex Lazzeri Marek Zak Sędziowie liniowi: Cyril Debuche Jason Thorrignac |

| 16 października 2022 | Ducs d’Angers | 4:1 | SC Miercurea Ciuc | IceParc, Angers |

| Szczegóły      | Szczegóły                                                                                    | Szczegóły       | Szczegóły           | Szczegóły |
| -------------- | -------------------------------------------------------------------------------------------- | --------------- | ------------------- | --- |
| Godzina: 17:30 | J. Charbonneau (PP2) 04:32 Z. Torquato (EQ) 31:10 R. Gaborit (PP) 35:43 T. Giroux (EQ) 41:15 | (1:0, 2:1, 1:0) | 27:23 (EQ) T. Becze | Widzów: 3250 Sędzia główny: Killian Hinterdobler Loic Ruprecht Sędziowie liniowi: Clément Goncalves Vincent Zede |
| Godzina: 17:30 | 8 min. kar                                                                                   |                 | 16 min. kar         | Widzów: 3250 Sędzia główny: Killian Hinterdobler Loic Ruprecht Sędziowie liniowi: Clément Goncalves Vincent Zede |

### Grupa D
Tabela

| Lp. | Zespół                | M | Pkt | Z | WpD | PpD | P | G+ | G- | +/− |
| --- | --------------------- | - | --- | - | --- | --- | - | -- | -- | --- |
| 1   | Asiago Hockey         | 3 | 9   | 3 | 0   | 0   | 0 | 28 | 5  | +23 |
| 2   | Acroni Jesenice       | 3 | 6   | 2 | 0   | 0   | 1 | 14 | 7  | +7  |
| 3   | Buz Adam Stambuł      | 3 | 3   | 1 | 0   | 0   | 2 | 9  | 15 | -6  |
| 4   | HK Vojvodina Nowy Sad | 3 | 0   | 0 | 0   | 0   | 3 | 3  | 27 | -24 |

Wyniki
| 14 października 2022 | Acroni Jesenice | 5:1 | Buz Adam Stambuł | PalaOdegar, Asiago |

| Szczegóły      | Szczegóły                                                                                                  | Szczegóły       | Szczegóły               | Szczegóły |
| -------------- | --- | --------------- | ----------------------- | --- |
| Godzina: 16:30 | E. Pance (PP) 06:17 A. Gałuszkin (EQ) 28:35 R. Polcs (PP2) 39:17 L. Ulamec (EQ) 50:38 D. Planko (EQ) 58:30 | (1:0, 2:0, 2:1) | 45:12 (EQ) W. Dubieniuk | Widzów: 100 Sędzia główny: Omar Pinie Levente Siko Szilard Sędziowie liniowi: Alessio Bedana Ulrich Pardatscher |
| Godzina: 16:30 | 8 min. kar                                                                                                 |                 | 20 min. kar             | Widzów: 100 Sędzia główny: Omar Pinie Levente Siko Szilard Sędziowie liniowi: Alessio Bedana Ulrich Pardatscher |

| 14 października 2022 | HK Vojvodina Nowy Sad | 1:14 | Asiago Hockey | PalaOdegar, Asiago |

| Szczegóły      | Szczegóły           | Szczegóły       | Szczegóły | Szczegóły                                                                                                |
| -------------- | ------------------- | --------------- | --- | --- |
| Godzina: 20:30 | A. Racić (EQ) 23:30 | (0:2, 1:7, 0:5) | 09:47 (EQ) M. Marchetti 12:38 (PP) A. Salinitri 21:54 (PP) M. Marchetti 23:10 (EQ) M. Marchetti 26:15 (EQ) A. McShane 31:29 (EQ) M. Stevan 34:27 (EQ) M. Magnabosco 35:20 (EQ) B. Misley 37:13 (EQ) F. Rigoni 44:40 (EQ) G. Finoro 48:49 (PP) F. Rigoni 50:55 (EQ) A. Salinitri 52:50 (EQ) L. Casetti 53:59 (EQ) A. McShane | Widzów: 600 Sędzia główny: Attila Nagy Benjamin Scolari Sędziowie liniowi: Nicola Basso Davide Mantovani |
| Godzina: 20:30 | 10 min. kar         |                 | 4 min. kar | Widzów: 600 Sędzia główny: Attila Nagy Benjamin Scolari Sędziowie liniowi: Nicola Basso Davide Mantovani |

| 15 października 2022 | HK Vojvodina Nowy Sad | 1:7 | Acroni Jesenice | PalaOdegar, Asiago |

| Szczegóły      | Szczegóły            | Szczegóły       | Szczegóły | Szczegóły                                                                                               |
| -------------- | -------------------- | --------------- | --- | --- |
| Godzina: 16:30 | P. Mirkov (PP) 14:01 | (1:1, 0:3, 0:3) | 10:35 (EQ) G. Glavic 27:38 (EQ) R. Polcs 32:53 (EQ) D. Planko 39:36 (EQ) L. Ščap 45:16 (EQ) Z. Urukalo 51:55 (PP) A. Gałuszkin 56:46 (PP) R. Polcs | Widzów: 163 Sędzia główny: Andreas Huber Benjamin Scolari Sędziowie liniowi: Nicola Basso Daniel Rigoni |
| Godzina: 16:30 | 8 min. kar           |                 | 29 min. kar | Widzów: 163 Sędzia główny: Andreas Huber Benjamin Scolari Sędziowie liniowi: Nicola Basso Daniel Rigoni |

| 15 października 2022 | Buz Adam Stambuł | 2:9 | Asiago Hockey | PalaOdegar, Asiago |

| Szczegóły      | Szczegóły                                     | Szczegóły       | Szczegóły | Szczegóły |
| -------------- | --------------------------------------------- | --------------- | --- | --- |
| Godzina: 20:30 | A. Kajgorodow (EQ) 17:32 D. Sander (EQ) 49:09 | (1:2, 0:4, 1:3) | 00:54 (EQ) A. McShane 06:21 (EQ) N. Saracino 25:41 (EQ) A. Salinitri 26:30 (EQ) M. Magnabosco 31:33 (EQ) N. Saracino 38:09 (EQ) N. Saracino 48:53 (EQ) R. Gazzola 50:39 (EQ) A. Salinitri 51:44 (EQ) M. Vankus | Widzów: 700 Sędzia główny: Attila Nagy Levente Siko Szilard Sędziowie liniowi: Alessio Bedana Davide Mantovani |
| Godzina: 20:30 | 10 min. kar                                   |                 | 10 min. kar | Widzów: 700 Sędzia główny: Attila Nagy Levente Siko Szilard Sędziowie liniowi: Alessio Bedana Davide Mantovani |

| 16 października 2022 | Buz Adam Stambuł | 6:1 | HK Vojvodina Nowy Sad | PalaOdegar, Asiago |

| Szczegóły      | Szczegóły | Szczegóły       | Szczegóły           | Szczegóły                                                                                               |
| -------------- | --- | --------------- | ------------------- | --- |
| Godzina: 16:30 | S. Bingol (PP) 05:52 W. Sełujanow (PP) 09:29 E. Faner (PP) 13:29 A. Łobanow (SH) 19:35 A. Bułjanski (SH) 21:03 W. Dubieniuk (EQ) 29:03 | (4:0, 2:0, 0:1) | 51:11 (PP) N. Pusac | Widzów: 135 Sędzia główny: Andreas Huber Omar Pinie Sędziowie liniowi: Ulrich Pardatscher Daniel Rigoni |
| Godzina: 16:30 | 12 min. kar |                 | 22 min. kar         | Widzów: 135 Sędzia główny: Andreas Huber Omar Pinie Sędziowie liniowi: Ulrich Pardatscher Daniel Rigoni |

| 16 października 2022 | Asiago Hockey | 5:2 | Acroni Jesenice | PalaOdegar, Asiago |

| Szczegóły      | Szczegóły | Szczegóły       | Szczegóły                                  | Szczegóły                                                                                                 |
| -------------- | --- | --------------- | ------------------------------------------ | --- |
| Godzina: 20:30 | M. Marchetti (EQ) 02:52 M. Vankus (PP) 07:07 N. Saracino (PP) 35:02 A. Salinitri (EQ) 38:25 A. McShane (EQ) 49:16 | (2:1, 2:0, 1:1) | 11:45 (PP) G. Glavic 43:52 (SH) E. Svetina | Widzów: 1000 Sędzia główny: Attila Nagy Benjamin Scolari Sędziowie liniowi: Nicola Basso Davide Mantovani |
| Godzina: 20:30 | 10 min. kar |                 | 18 min. kar                                | Widzów: 1000 Sędzia główny: Attila Nagy Benjamin Scolari Sędziowie liniowi: Nicola Basso Davide Mantovani |

## III runda

### Grupa E
Tabela

| Lp. | Zespół          | M | Pkt | Z | WpD | PpD | P | G+ | G- | +/− |
| --- | --------------- | - | --- | - | --- | --- | - | -- | -- | --- |
| 1   | Cardiff Devils  | 3 | 9   | 3 | 0   | 0   | 0 | 11 | 3  | +8  |
| 2   | Ducs d’Angers   | 3 | 6   | 2 | 0   | 0   | 1 | 7  | 4  | +3  |
| 3   | Acroni Jesenice | 3 | 2   | 0 | 1   | 0   | 2 | 4  | 9  | -5  |
| 4   | Zemgale Jelgava | 3 | 1   | 0 | 0   | 1   | 2 | 4  | 10 | -6  |

Wyniki
| 18 listopada 2022 | Zemgale Jelgava | 2:3 pd. | Acroni Jesenice | Ice Arena Wales, Cardiff |

| Szczegóły      | Szczegóły                                    | Szczegóły            | Szczegóły                                                   | Szczegóły                                                                                              |
| -------------- | -------------------------------------------- | -------------------- | ----------------------------------------------------------- | --- |
| Godzina: 16:00 | K. Strādnieks (PP) 32:41 K. Roķis (PP) 45:51 | (0:0, 1:0, 1:2, 0:1) | 48:50 (EQ) J. Jenko 54:08 (PP) R. Polcs 62:56 (EQ) E. Pance | Widzów: 546 Sędzia główny: Stefan Hogarth Andrij Kicha Sędziowie liniowi: Nathan Carmichael Ilia Kisil |
| Godzina: 16:00 | 10 min. kar                                  |                      | 12 min. kar                                                 | Widzów: 546 Sędzia główny: Stefan Hogarth Andrij Kicha Sędziowie liniowi: Nathan Carmichael Ilia Kisil |

| 18 listopada 2022 | Cardiff Devils | 3:1 | Ducs d’Angers | Ice Arena Wales, Cardiff |

| Szczegóły      | Szczegóły                                                    | Szczegóły       | Szczegóły                 | Szczegóły                                                                                              |
| -------------- | ------------------------------------------------------------ | --------------- | ------------------------- | --- |
| Godzina: 19:30 | R. Penny (PP) 26:54 B. Davies (EQ) 39:16 R. Penny (EQ) 55:34 | (0:0, 2:1, 1:0) | 29:06 (EQ) J. Charbonneau | Widzów: 1871 Sędzia główny: Juraj Konc Krzysztof Kozłowski Sędziowie liniowi: Ryan Fraley Scott Rodger |
| Godzina: 19:30 | 2 min. kar                                                   |                 | 10 min. kar               | Widzów: 1871 Sędzia główny: Juraj Konc Krzysztof Kozłowski Sędziowie liniowi: Ryan Fraley Scott Rodger |

| 19 listopada 2022 | Zemgale Jelgava | 0:2 | Ducs d’Angers | Ice Arena Wales, Cardiff |

| Szczegóły      | Szczegóły  | Szczegóły       | Szczegóły                                    | Szczegóły                                                                                                 |
| -------------- | ---------- | --------------- | -------------------------------------------- | --- |
| Godzina: 15:30 |            | (0:0, 0:1, 0:1) | 28:34 (EQ) Z. Torquato 53:46 (PP) R. Gaborit | Widzów: 350 Sędzia główny: Andrij Kicha Krzysztof Kozłowski Sędziowie liniowi: Robert Pullar Scott Rodger |
| Godzina: 15:30 | 6 min. kar |                 | 6 min. kar                                   | Widzów: 350 Sędzia główny: Andrij Kicha Krzysztof Kozłowski Sędziowie liniowi: Robert Pullar Scott Rodger |

| 19 listopada 2022 | Acroni Jesenice | 0:3 | Cardiff Devils | Ice Arena Wales, Cardiff |

| Szczegóły      | Szczegóły  | Szczegóły       | Szczegóły                                                       | Szczegóły                                                                                   |
| -------------- | ---------- | --------------- | --------------------------------------------------------------- | ------------------------------------------------------------------------------------------- |
| Godzina: 19:00 |            | (0:1, 0:1, 0:1) | 17:38 (EQ) S. Duggan 25:49 (EQ) J. Martin 51:10 (EQ) C. Sanford | Widzów: 2014 Sędzia główny: Juraj Konc Omar Pinie Sędziowie liniowi: Ryan Fraley Ilia Kisil |
| Godzina: 19:00 | 6 min. kar |                 | 8 min. kar                                                      | Widzów: 2014 Sędzia główny: Juraj Konc Omar Pinie Sędziowie liniowi: Ryan Fraley Ilia Kisil |

| 20 listopada 2022 | Ducs d’Angers | 4:1 | Acroni Jesenice | Ice Arena Wales, Cardiff |

| Szczegóły      | Szczegóły                                                                                      | Szczegóły       | Szczegóły            | Szczegóły                                                                                                   |
| -------------- | ---------------------------------------------------------------------------------------------- | --------------- | -------------------- | --- |
| Godzina: 15:30 | B. Harms (PP) 04:26 T. Giroux (EQ) 09:40 P. Halley (EQ) 22:50 C. Di Dio Balsamo (EQ/ENG) 59:09 | (2:0, 1:1, 1:0) | 26:15 (EQ) P. Rajsar | Widzów: 1276 Sędzia główny: Stefan Hogarth Krzysztof Kozłowski Sędziowie liniowi: Ryan Fraley Robert Pullar |
| Godzina: 15:30 | 2 min. kar                                                                                     |                 | 12 min. kar          | Widzów: 1276 Sędzia główny: Stefan Hogarth Krzysztof Kozłowski Sędziowie liniowi: Ryan Fraley Robert Pullar |

| 20 listopada 2022 | Cardiff Devils | 5:2 | Zemgale Jelgava | Ice Arena Wales, Cardiff |

| Szczegóły      | Szczegóły                                                                                            | Szczegóły       | Szczegóły                                        | Szczegóły                                                                                           |
| -------------- | --- | --------------- | ------------------------------------------------ | --------------------------------------------------------------------------------------------------- |
| Godzina: 19:00 | T. Cox (PP) 12:40 B. Reid (PP) 13:37 J. Martin (EQ) 19:33 J. Crandall (EQ) 24:46 R. Penny (EQ) 56:05 | (3:1, 1:0, 1:1) | 08:14 (PP) R. Bernhards 59:49 (EQ) G. Gricinskis | Widzów: 2008 Sędzia główny: Juraj Konc Omar Pinie Sędziowie liniowi: Nathan Carmichael Scott Rodger |
| Godzina: 19:00 | 24 min. kar                                                                                          |                 | 22 min. kar                                      | Widzów: 2008 Sędzia główny: Juraj Konc Omar Pinie Sędziowie liniowi: Nathan Carmichael Scott Rodger |

### Grupa F
Tabela

| Lp. | Zespół          | M | Pkt | Z | WpD | PpD | P | G+ | G- | +/− |
| --- | --------------- | - | --- | - | --- | --- | - | -- | -- | --- |
| 1   | HK Nitra        | 3 | 9   | 3 | 0   | 0   | 0 | 14 | 6  | +8  |
| 2   | Asiago Hockey   | 3 | 6   | 2 | 0   | 0   | 1 | 11 | 8  | +3  |
| 3   | Unia Oświęcim   | 3 | 3   | 1 | 0   | 0   | 2 | 8  | 8  | 0   |
| 4   | HK Krzemieńczuk | 3 | 0   | 0 | 0   | 0   | 3 | 5  | 16 | -11 |

Wyniki
| 18 listopada 2022 | Unia Oświęcim | 4:2 | HK Krzemieńczuk | Nitra Aréna, Nitra |

| Szczegóły      | Szczegóły                                                                                    | Szczegóły       | Szczegóły                                    | Szczegóły                                                                                  |
| -------------- | -------------------------------------------------------------------------------------------- | --------------- | -------------------------------------------- | ------------------------------------------------------------------------------------------ |
| Godzina: 14:30 | K. Dziubiński (PP) 39:28 K. Dziubiński (EQ) 41:09 D. Wanat (EQ) 47:56 T. Da Costa (PP) 59:24 | (0:1, 1:0, 3:1) | 13:16 (PP) B. Serednicki 54:25 (EQ) W. Lalka | Widzów: 545 Sędzia główny: Yann Furet Marek Žák Sędziowie liniowi: Filip Crman Tomas Gegan |
| Godzina: 14:30 | 13 min. kar                                                                                  |                 | 17 min. kar                                  | Widzów: 545 Sędzia główny: Yann Furet Marek Žák Sędziowie liniowi: Filip Crman Tomas Gegan |

| 18 listopada 2022 | HK Nitra | 5:2 | Asiago Hockey | Nitra Aréna, Nitra |

| Szczegóły      | Szczegóły                                                                                               | Szczegóły       | Szczegóły                                  | Szczegóły                                                                                            |
| -------------- | --- | --------------- | ------------------------------------------ | --- |
| Godzina: 18:00 | O. Molnár (EQ) 05:34 S. Solensky (EQ) 11:05 J. Baláž (EQ) 12:42 A. Sýkora (SH) 36:42 R. Duke (PP) 57:52 | (3:0, 1:2, 1:0) | 21:37 (EQ) B. Misley 23:13 (EQ) A. McShane | Widzów: 1579 Sędzia główny: Oldřich Hejduk Maris Locans Sędziowie liniowi: Lukáš Kacej Matus Stanzel |
| Godzina: 18:00 | 8 min. kar                                                                                              |                 | 10 min. kar                                | Widzów: 1579 Sędzia główny: Oldřich Hejduk Maris Locans Sędziowie liniowi: Lukáš Kacej Matus Stanzel |

| 19 listopada 2022 | Asiago Hockey | 4:3 | Unia Oświęcim | Nitra Aréna, Nitra |

| Szczegóły      | Szczegóły                                                                               | Szczegóły       | Szczegóły                                                             | Szczegóły                                                                                            |
| -------------- | --------------------------------------------------------------------------------------- | --------------- | --------------------------------------------------------------------- | --- |
| Godzina: 14:30 | A. McShane (PP) 17:20 N. Saracino (PP) 20:45 B. Misley (EQ) 33:23 L. Moncada (EQ) 43:47 | (1:1, 2:0, 1:2) | 11:57 (PP) P. Padakin 53:55 (EQ) T. Da Costa 59:43 (EQ) K. Dziubiński | Widzów: 440 Sędzia główny: Pavel Halas Jr. Oldřich Hejduk Sędziowie liniowi: Filip Crman Lukáš Kacej |
| Godzina: 14:30 | 12 min. kar                                                                             |                 | 8 min. kar                                                            | Widzów: 440 Sędzia główny: Pavel Halas Jr. Oldřich Hejduk Sędziowie liniowi: Filip Crman Lukáš Kacej |

| 19 listopada 2022 | HK Nitra | 7:3 | HK Krzemieńczuk | Nitra Aréna, Nitra |

| Szczegóły      | Szczegóły | Szczegóły       | Szczegóły                                                      | Szczegóły                                                                                     |
| -------------- | --- | --------------- | -------------------------------------------------------------- | --------------------------------------------------------------------------------------------- |
| Godzina: 18:00 | P. Knies (EQ) 09:08 M. Tvrdoň (PP) 13:33 J. Baláž (PP) 34:19 J. Baláž (EQ) 49:59 P. Knies (EQ) 53:32 M. Pupák (EQ) 54:34 S. Cederle (PP) 58:33 | (2:1, 1:1, 4:1) | 17:03 (PP) W. Lalka 29:21 (PP) W. Lalka 40:49 (PP) J. Ratuszny | Widzów: 1690 Sędzia główny: Yann Furet Marek Žák Sędziowie liniowi: Tomas Gegan Martin Hercog |
| Godzina: 18:00 | 35 min. kar |                 | 14 min. kar                                                    | Widzów: 1690 Sędzia główny: Yann Furet Marek Žák Sędziowie liniowi: Tomas Gegan Martin Hercog |

| 20 listopada 2022 | HK Krzemieńczuk | 0:5 | Asiago Hockey | Nitra Aréna, Nitra |

| Szczegóły      | Szczegóły   | Szczegóły       | Szczegóły | Szczegóły                                                                                         |
| -------------- | ----------- | --------------- | --- | ------------------------------------------------------------------------------------------------- |
| Godzina: 14:30 |             | (0:2, 0:2, 0:1) | 09:11 (EQ) L. Moncada 17:56 (EQ) G. Finoro 28:12 (EQ) T. Rutkowski 36:23 (PP) B. Misley 46:46 (EQ) M. Stevan | Widzów: - Sędzia główny: Pavel Halas Jr. Marek Žák Sędziowie liniowi: Martin Hercog Matus Stanzel |
| Godzina: 14:30 | 14 min. kar |                 | 12 min. kar                                                                                                  | Widzów: - Sędzia główny: Pavel Halas Jr. Marek Žák Sędziowie liniowi: Martin Hercog Matus Stanzel |

| 20 listopada 2022 | Unia Oświęcim | 1:2 | HK Nitra | Nitra Aréna, Nitra |

| Szczegóły      | Szczegóły           | Szczegóły       | Szczegóły                               | Szczegóły                                                                                          |
| -------------- | ------------------- | --------------- | --------------------------------------- | -------------------------------------------------------------------------------------------------- |
| Godzina: 18:00 | M. Cichy (PP) 33:58 | (0:0, 1:1, 0:1) | 24:14 (EQ) J. Baláž 53:54 (EQ) M. Bodák | Widzów: 1837 Sędzia główny: Oldřich Hejduk Maris Locans Sędziowie liniowi: Tomas Gegan Lukáš Kacej |
| Godzina: 18:00 | 6 min. kar          |                 | 10 min. kar                             | Widzów: 1837 Sędzia główny: Oldřich Hejduk Maris Locans Sędziowie liniowi: Tomas Gegan Lukáš Kacej |

## Superfinał
Tabela

| Lp. | Zespół         | M | Pkt | Z | WpD | PpD | P | G+ | G- | +/− |
| --- | -------------- | - | --- | - | --- | --- | - | -- | -- | --- |
| 1   | HK Nitra       | 3 | 8   | 2 | 1   | 0   | 0 | 11 | 7  | +4  |
| 2   | Ducs d’Angers  | 3 | 4   | 0 | 1   | 2   | 0 | 6  | 7  | -1  |
| 3   | Cardiff Devils | 3 | 4   | 1 | 0   | 1   | 1 | 10 | 6  | +4  |
| 4   | Asiago Hockey  | 3 | 2   | 0 | 1   | 0   | 2 | 7  | 14 | -7  |

Wyniki
| 13 stycznia 2023 | HK Nitra | 5:3 | Asiago Hockey | IceParc, Angers |

| Szczegóły      | Szczegóły | Szczegóły       | Szczegóły                                                         | Szczegóły                                                                                                  |
| -------------- | --- | --------------- | ----------------------------------------------------------------- | --- |
| Godzina: 16:30 | S. Čederle (EA) 07:00 J. Lacka (EQ) 09:09 T. Hrnka (EQ) 26:22 J. Pekarčík (EQ) 36:04 F. Krivošík (SH/ENG) 59:52 | (2:0, 2:1, 1:2) | 24:03 (EQ) N. Saracino 46:28 (EQ) A. McShane 53:07 (EQ) B. Misley | Widzów: 808 Sędzia główny: Geoffrey Barcelo Stefan Hürlimann Sędziowie liniowi: Cyril Debuche Vincent Zede |
| Godzina: 16:30 | 6 min. kar |                 | 2 min. kar                                                        | Widzów: 808 Sędzia główny: Geoffrey Barcelo Stefan Hürlimann Sędziowie liniowi: Cyril Debuche Vincent Zede |

| 13 stycznia 2023 | Cardiff Devils | 1:2 pk. | Ducs d’Angers | IceParc, Angers |

| Szczegóły      | Szczegóły          | Szczegóły                 | Szczegóły                                 | Szczegóły |
| -------------- | ------------------ | ------------------------- | ----------------------------------------- | --- |
| Godzina: 20:00 | B. Reid (EQ) 41:49 | (0:1, 0:0, 1:0, 0:0, 0:1) | 12:44 (EQ) P. Halley 65:00 (GWG) B. Harms | Widzów: 3586 Sędzia główny: Uldis Buss Kristian Vikman Sędziowie liniowi: Clement Goncalves Frederic Monnaie |
| Godzina: 20:00 | 6 min. kar         |                           | 4 min. kar                                | Widzów: 3586 Sędzia główny: Uldis Buss Kristian Vikman Sędziowie liniowi: Clement Goncalves Frederic Monnaie |

| 14 stycznia 2023 | Cardiff Devils | 7:1 | Asiago Hockey | IceParc, Angers |

| Szczegóły      | Szczegóły | Szczegóły       | Szczegóły            | Szczegóły                                                                                             |
| -------------- | --- | --------------- | -------------------- | --- |
| Godzina: 16:30 | C. Sanford (EQ) 00:31 B. Reid (EQ) 08:54 J. Waller (PP) 12:46 J. Brittain (EQ) 21:44 T. Cox (EQ) 41:09 J. Waller (EQ) 42:35 S. Fournier (EQ) 51:56 | (3:0, 1:1, 3:0) | 21:30 (EQ) G. Finoro | Widzów: 913 Sędzia główny: Michał Baca Geoffrey Barcelo Sędziowie liniowi: Cyril Debuche Vincent Zede |
| Godzina: 16:30 | 9 min. kar |                 | 8 min. kar           | Widzów: 913 Sędzia główny: Michał Baca Geoffrey Barcelo Sędziowie liniowi: Cyril Debuche Vincent Zede |

| 14 stycznia 2023 | Ducs d’Angers | 2:3 pk. | HK Nitra | IceParc, Angers |

| Szczegóły      | Szczegóły                                     | Szczegóły                 | Szczegóły                                                   | Szczegóły |
| -------------- | --------------------------------------------- | ------------------------- | ----------------------------------------------------------- | --- |
| Godzina: 20:00 | J. Charbonneau (PP) 57:53 G. Meija (EA) 58:32 | (0:0, 0:1, 2:1, 0:0, 0:1) | 39:47 (EQ) J. Baláž 45:11 (EQ) S. Gill 65:00 (GWG) J. Lacka | Widzów: 3586 Sędzia główny: Stefan Hürlimann Kristian Vikman Sędziowie liniowi: Frederic Monnaie Tommi Niittyla |
| Godzina: 20:00 | 10 min. kar                                   |                           | 6 min. kar                                                  | Widzów: 3586 Sędzia główny: Stefan Hürlimann Kristian Vikman Sędziowie liniowi: Frederic Monnaie Tommi Niittyla |

| 15 stycznia 2023 | HK Nitra | 3:2 | Cardiff Devils | IceParc, Angers |

| Szczegóły      | Szczegóły                                                       | Szczegóły       | Szczegóły                               | Szczegóły |
| -------------- | --------------------------------------------------------------- | --------------- | --------------------------------------- | --- |
| Godzina: 14:00 | F. Krivošík (EQ) 14:36 J. Lacka (EQ) 15:53 M. Tvrdoň (EQ) 19:14 | (3:0, 0:1, 0:1) | 33:39 (EQ) C. Sanford 46:25 (EQ) T. Cox | Widzów: 1095 Sędzia główny: Stefan Hürlimann Kristian Vikman Sędziowie liniowi: Clement Goncalves Tommi Niittyla |
| Godzina: 14:00 | 27 min. kar                                                     |                 | 8 min. kar                              | Widzów: 1095 Sędzia główny: Stefan Hürlimann Kristian Vikman Sędziowie liniowi: Clement Goncalves Tommi Niittyla |

| 15 stycznia 2023 | Asiago Hockey | 3:2 pd. | Ducs d’Angers | IceParc, Angers |

| Szczegóły      | Szczegóły                                                         | Szczegóły            | Szczegóły                                      | Szczegóły                                                                                            |
| -------------- | ----------------------------------------------------------------- | -------------------- | ---------------------------------------------- | --- |
| Godzina: 17:30 | N. Saracino (PP) 05:22 A. McShane (EQ) 19:48 G. Finoro (EQ) 60:25 | (2:0, 0:2, 0:0, 1:0) | 23:33 (PP) T. Giroux 37:10 (EQ) J. Charbonneau | Widzów: 3586 Sędzia główny: Michał Baca Uldis Buss Sędziowie liniowi: Cyril Debuche Frederic Monnaie |
| Godzina: 17:30 | 16 min. kar                                                       |                      | 12 min. kar                                    | Widzów: 3586 Sędzia główny: Michał Baca Uldis Buss Sędziowie liniowi: Cyril Debuche Frederic Monnaie |